# Chiesa dei Santi Sebastiano e Rocco (Perugia)
La chiesa dei Santi Sebastiano e Rocco, conosciuta anche come parrocchiale di Santa Elisabetta, è un edificio religioso di Perugia ubicato in via San Sebastiano.
Ha assunto anche il titolo di parrocchiale di santa Elisabetta a causa della demolizione di quest'ultimo edificio.

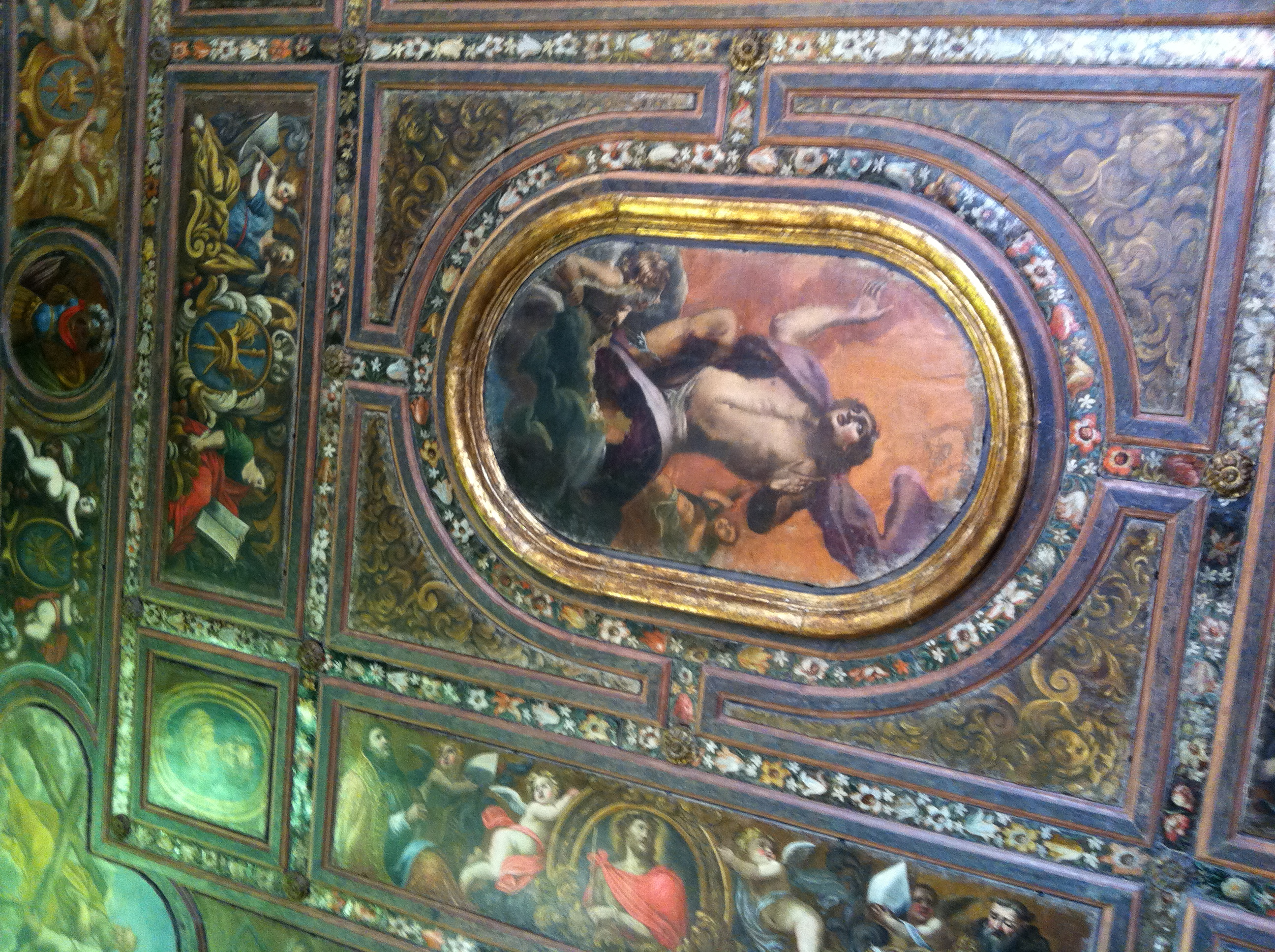
Soffitto ligneo con dipinti di Giovanni Francesco Bassotti chiesa di San Sebastiano e Rocco, Perugia

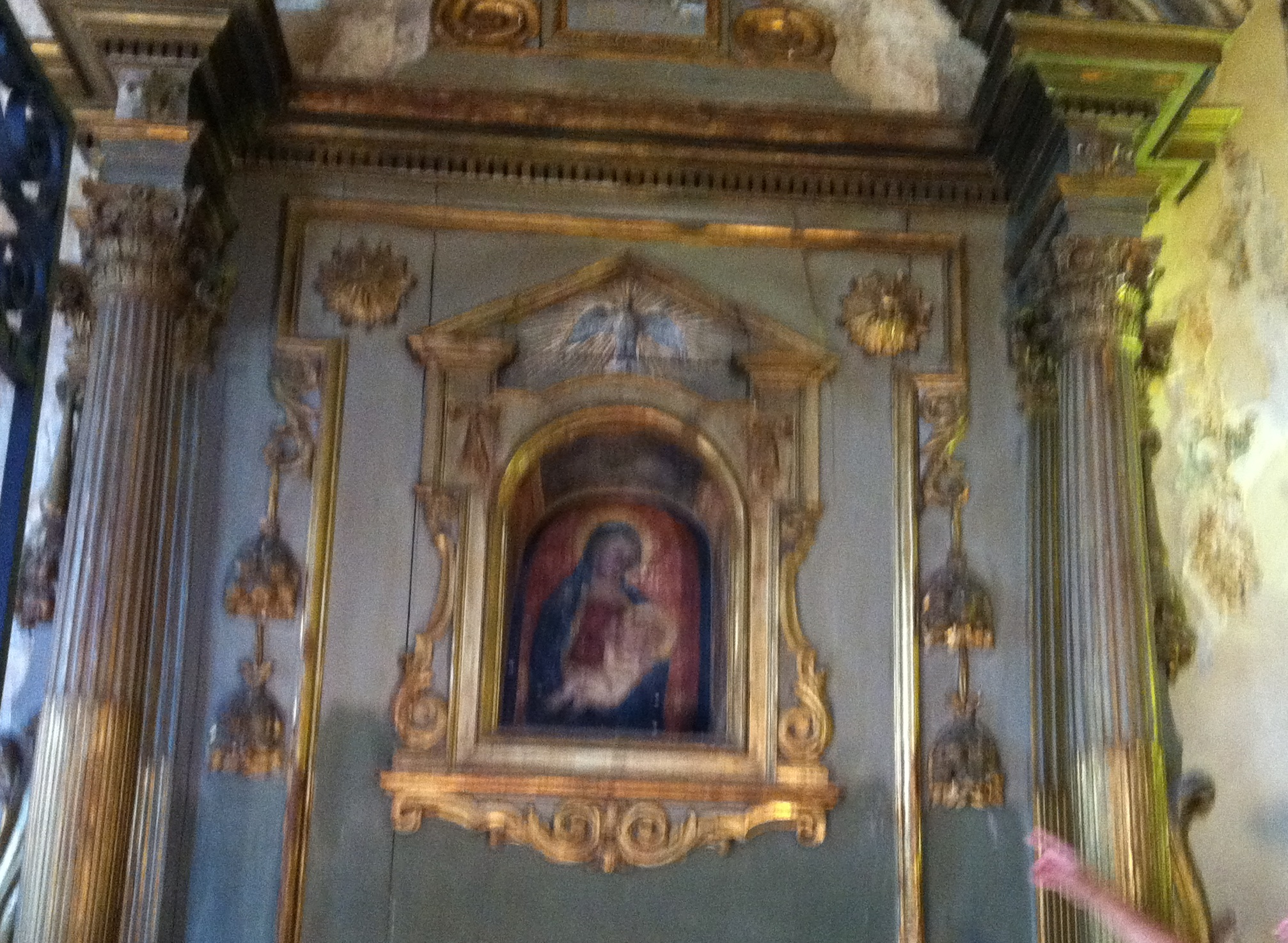
Madonna del Latte (XV) Chiesa San Sebastiano Perugia

## Storia
A pianta quadrangolare, fu edificata nei primi del 1500, per proteggere una edicola mariana con un dipinto ritenuto miracoloso, la Madonna del latte (XV secolo), tuttora visibile sopra l'altare.  Sull'architrave dell'attuale porta di ingresso è il motto ” Pace a chi entra e salute a chi esce” , onde per cui la chiesetta si chiamò inizialmente Madonna della Pace.  All'esterno sono delle pregevoli maioliche, una raffigurante il titolare San Sebastiano,  un'altra con Madonna con Bambino, prodotte nella fabbrica Perugina “La Salamandra”; Furono apposte da Giuseppe Baduel titolare della Salamandra, in occasione della nascita dei figli Ugo Baduel e Fabrizia Baduel. 
L'interno è ricchissimo di affreschi di Pietro Montanini (1672), con storie dei Santi Sebastiano e Rocco, scene del Giudizio universale; di Montanini è anche la tela di Sant'Onofrio, proveniente dall'ex chiesa di Santa Elisabetta (qui trasferita a seguito della demolizione di questa). Sono di Giovanni Francesco Bassotti (XVII secolo) i dipinti del soffitto a cassettoni e quelle del presbiterio.
A seguito degli ultimi restauri, sono tornati alla luce, nell'Intradosso di una nicchia, affreschi del XVI-XVIII con paesaggi naturalisti di rara bellezza.
Nella chiesa riposano le spoglie di un eremita, da cui il nome della vicina via dell'eremita: Padre Francesco Van Outers di Bruxelles, che ha vissuto 60 anni in un cenobio dietro la chiesetta, dove già  dalla metà del 600 ebbero sede alcuni eremiti.